# Kiedy rozstajesz się z przyjaciółmi
Kiedy rozstajesz się z przyjaciółmi (tytuł oryginalny: Kur ndahesh nga shokët) – albański film fabularny z roku 1986 w reżyserii Petrita Llanaja.

## Opis fabuły
Namik potrafi w krótkim okresie zepsuć przyjazną atmosferę panującą w środowisku spawaczy. Takie zachowania wywierają także zły wpływ na jego życie prywatne, a zwłaszcza na relacje z teściową. Dostrzegając, że ludzie odsuwają się od niego, Namik musi zmienić swoje zachowanie.

## Obsada
- Jul Nenshati jako Namik
- Shpresa Bërdëllima jako Zana
- Zef Bushati jako Berti
- Ferdinand Radi jako Golja
- Kadri Roshi jako Islam
- Vasillaq Vangjeli jako Rakip
- Antoneta Papapavli jako matka Zany
- Fabit Beqiri
- Tomorr Guçe
- Kristo Kokoshari